# Bubba Watson
Gerry "Bubba" Watson (født 5. november 1978 i Bagdad, Florida, USA) er en amerikansk golfspiller, der (pr. juni 2022) står noteret for 12 PGA Tour-sejre gennem sin professionelle karriere. Bubba Watson har tidligere været den længstslående spiller på PGA Touren, og i 2006, 2007, 2008 og 2012 blev han den spiller på PGA Touren med de længste drives i gennemsnit.
Watson har to gange, i 2012 og 2014, vundet Masters, og han er især kendt for sit hook-slag, der sikrede ham hans første Masters-sejr.
Watson var i 2010, 2012, 2014 og 2018 en del af det amerikanske hold ved Ryder Cuppen.

## PGA Tour-sejre
- 2010: Travelers Championship
- 2011: Zurich Classic
- 2011: Farmers Insurance Open
- 2012: Masters Champion